# Mojżesz Lancman
Mojżesz Lancman – polski aktor teatralny żydowskiego pochodzenia, wieloletni aktor Teatru Żydowskiego w Łodzi, Dolnośląskiego Teatru Żydowskiego we Wrocławiu i Teatru Żydowskiego w Warszawie.

## Kariera
| Aktor teatralny Teatr Żydowski w Warszawie - 1963: Serkełe - 1962: Bar-Kochba - 1961: Samotny statek - 1960: Trzynaście beczek dukatów - 1959: Trudno być Żydem - 1958: Glikl Hameln - 1958: Opera Żyda - 1958: Kune-Lemł - 1958: Sender Blank - 1957: Matka Courage i jej dzieci - 1957: Dybuk Dolnośląski Teatr Żydowski we Wrocławiu - 1955: Młyn - 1954: Pajęczyna - 1953: Meir Ezofowicz Teatr Żydowski w Łodzi - 1952: Glikl Hameln żąda... - 1952: Pan Jowialski - 1951: 200.000 - 1950: Rodzina Blank - 1950: Sen o Goldfadenie | Aktor filmowy - 1959: Wspólny pokój |